# ディミトリオス・グータス
ディミトリオス・グータス（Dimitrios Goutas, ギリシア語: Δημήτριος Γούτας、1994年4月4日 - ）は、ギリシャのプロサッカー選手。
EFLチャンピオンシップのカーディフ・シティFCとサッカーギリシャ代表でセンターバックとしてプレーしている。

## 経歴
クサンティFC
2012年10月28日、ヴェリアFCとのアウェイゲームでトップチームデビューを果たした。結果は0-0の引き分けに終わった。2012年12月9日、ホームでパニオニオスFCに4-0で勝利し、プロ初ゴールを決めた。2013年3月13日、パントラキコスFCとのアウェー戦で2-0の勝利を収め、2点目を決めた。
オリンピアコス
2015年7月17日、オリンピアコスFCと契約し、移籍金80万ユーロと次回の移籍金の30％を支払うことになった。
ローン移籍
2015年12月23日、シーズン終了までのレンタル移籍で前所属のクサンティFCに復帰した。
2016年8月22日、ベルギーのKVコルトレイクと12ヶ月のレンタル契約を結んだ。2016年9月17日、SVズルテ・ワレヘムとのアウェイ戦で先発としてクラブデビューを果たした。結果は2-1で敗戦した。
2017年8月8日、12ヶ月のレンタル移籍でシント＝トロイデンVVに加入し、2年連続でベルギー・ファースト・ディビジョンAでプレーした。2017年10月26日、ロイヤル・エクセル・ムスクロン戦で勝利を決定づけるクラブでの初ゴールを決めた。。
2018年8月28日、グータスはポーランドのレフ・ポズナンとシーズンレンタルで契約した。